# Cherval
Cherval település Franciaországban, Dordogne megyében. Lakosainak száma 226 fő (2022. január 1.). Cherval La Chapelle-Grésignac, Champagne-et-Fontaine, Gout-Rossignol, La Tour-Blanche-Cercles, Verteillac és Saint-Martial-Viveyrol községekkel határos.

## Népesség
A település népességének változása:
| Lakosok száma | 362  | 295  | 310  | 308  | 282  | 274  | 274  | 250  | 237  | 226  |
|               | 1968 | 1982 | 1990 | 2006 | 2013 | 2015 | 2017 | 2019 | 2020 | 2022 |